# Kronichthys subteres
Kronichthys subteres är en fiskart som beskrevs av Miranda Ribeiro, 1908. Kronichthys subteres ingår i släktet Kronichthys och familjen Loricariidae. Inga underarter finns listade i Catalogue of Life.